# Vándor óriásacsa
A vándor óriásacsa (Hemianax ephippiger) Afrikában, Dél- és Közép-Ázsiában honos, Európába rendszeresen elkóborló szitakötőfaj.

## Megjelenése
Nagy-közepes méretű szitakötő, testhossza 61–66 mm, szárnyfesztávolsága 90–105 mm közötti. Tora homoksárga vagy zöldessárga, potroha feketével vagy sötétbarnával mintázott aranybarna; távolabbról fakó színösszeállításúnak tűnik. A felnőtt hímek potrohuk második szelvényén feltűnő kék, nyeregszerű foltot viselnek; ez a nőstényeknél és a fiatal hímeknél barnáslila. Szemeinek felső háromnegyede barna, alul (és a felső rész peremén) sárga. Hosszú szárnyjegye halványbarna-narancsszínű, szárnyerezete világos.
Hasonlíthat hozzá a barna óriásacsa (Anax parthenope), de annak szemei zöldeskékek, a kék folt a potroh 2-3. szelvényére kiterjed, szárnyerezete pedig sötét. 

## Elterjedése

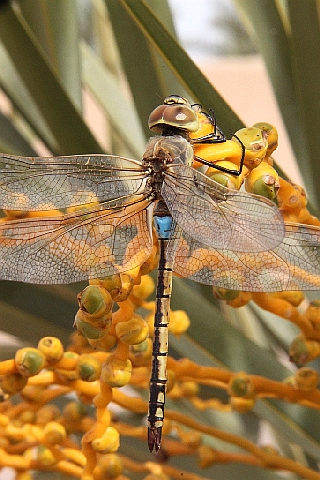

Afrikában, Délnyugat-Ázsiában (Észak-Indiáig) és Közép-Ázsiában honos. Rendkívül jól vándorol, a monszun utáni nemzedék október-decemberben nagy csapatokban kel útra és tavasztól több hullámban egész Európát bekóborolja, még a Feröer-szigetekre is eljut (sőt Izlandon is találtak egy elpusztult példányt). Dél- és Közép-Európában nyáron felnevel egy generációt, télen azonban minden lárvája és petéje elpusztul. 

## Életmódja
Hazájában a monszunesőzések utáni ideiglenes tavacskákban, pocsolyákban, vádikban lárvája kb. három hónap alatt imágóvá fejlődik. Európában is a sekély, gyorsan átmelegedő kisvizeket kedveli. Március-október között lehet találkozni velük. Az imágók tandem formációban párosodnak, utána a nőstény a víz színén lebegő korhadó növénydarabok vagy az iszap védelmébe helyezi el petéit.
Magyarországon nem védett.